# 丛斌
丛斌（1957年7月19日—），山东文登人，中华人民共和国法医，中国工程院院士，第十二届九三学社中央副主席。

## 生平
1974年参加工作。1978年到1982年，在河北医学院医学系学习，获得学士学位。1983年至1986年，历任河北医学院党委宣传部编辑、病理教研室助教。1986年至1989年，在西安医科大学法医学专业读研究生，获得硕士学位。其间，1984年到1985年，在西安医科大学全国法医高级师资班学习；1985年至1988年，在中华律师函授学院（在西北政法学院夜大听课）学习。1989年至1995年，历任河北医学院法医学教研室助教、讲师、副教授。 1995年至1999年，历任河北医科大学法医学教研室教授，实验动物学部副主任、分子生物学研究室主任。其间，1994年至1996年，攻读中国社会科学院研究生院民商法专业在职硕士研究生。1994年，到日本信州大学医学部法医学专业当访问学者。1995年至1998年，在河北医科大学病理生理学专业攻读研究生，获得博士学位。1999年起，历任河北医科大学研究生部主任，研究生学院院长、法医学教研室主任，副校长、法医系主任。1988年参加全国律师资格考试取得了律师资格；1988年至2003年担任兼职律师。他还是中国法医学会第五届理事会副会长。2018年2月24日，当选为第十三届全国人大代表。
1991年加入九三学社。历任九三学社第十一、十二届中央委员会常委；河北省第四届委员会副主委，第五届、六届委员会主委；第十二届中央委员会副主席。他是第十、十一、十二届全国人大常委；河北省第八届政协常委、第九届、十届政协副主席，石家庄市第八届政协委员。 
丛斌主要从事病理学，法医学及分子生物学教学及科研。